# Commonwealth Games 2022/Bowls – Einzel (Männer)
Das Einzel der Männer im Bowls bei den Commonwealth Games 2022 wurde vom 2. bis 6. August 2022 ausgetragen. Im Finale konnte sich Aaron Wilson aus Australien mit 21:3 gegen Gary Kelly aus Nordirland durchsetzen.

## Format
Die 20 Spieler wurden in vier Gruppen mit jeweils fünf Athleten aufgeteilt. In diesen spielte jeder Spieler einmal gegen jeden anderen und die jeweils beiden Gruppenbesten qualifizierten sich für das Viertelfinale. Von dort an wurde im K.-o.-System der Commonwealth-Sieger ermittelt.

## Gruppenphase

### Gruppe A
| Athleten              | Spiele | gew. | unent. | verl. | Pkt. gew. | Pkt verl. | Pkt diff. | Punkte |
| --------------------- | ------ | ---- | ------ | ----- | --------- | --------- | --------- | ------ |
| Aaron Wilson          | 4      | 4    | 0      | 0     | 84        | 38        | +46       | 9      |
| Jason Evans           | 4      | 3    | 0      | 1     | 72        | 56        | +16       | 6      |
| Cephas Kimwaki Kimani | 4      | 1    | 0      | 3     | 61        | 74        | −13       | 3      |
| Phillip Jim           | 4      | 1    | 0      | 3     | 56        | 80        | −24       | 3      |
| Todd Priaulx          | 4      | 1    | 0      | 3     | 55        | 80        | −25       | 3      |

| Athlet 1                  | Ergebnis                  | Athlet 2                  |
| 2. August 2022, 11:45 Uhr | 2. August 2022, 11:45 Uhr | 2. August 2022, 11:45 Uhr |
| ------------------------- | ------------------------- | ------------------------- |
| Aaron Wilson              | 21:90                     | Phillip Jim               |
| Jason Evans               | 21:10                     | Cephas Kimwaki Kimani     |
| 3. August 2022, 8:30 Uhr  |                           |                           |
| Jason Evans               | 21:16                     | Todd Priaulx              |
| Cephas Kimwaki Kimani     | 17:21                     | Phillip Jim               |
| 3. August 2022, 11:30 Uhr |                           |                           |
| Aaron Wilson              | 21:13                     | Cephas Kimwaki Kimani     |
| Todd Priaulx              | 21:17                     | Phillip Jim               |
| 4. August 2022, 8:30 Uhr  |                           |                           |
| Aaron Wilson              | 21:70                     | Todd Priaulx              |
| Jason Evans               | 21:90                     | Phillip Jim               |
| 4. August 2022, 11:30 Uhr |                           |                           |
| Aaron Wilson              | 21:90                     | Jason Evans               |
| Todd Priaulx              | 11:21                     | Cephas Kimwaki Kimani     |

### Gruppe B
| Athleten                      | Spiele | gew. | unent. | verl. | Pkt. gew. | Pkt verl. | Pkt diff. | Punkte |
| ----------------------------- | ------ | ---- | ------ | ----- | --------- | --------- | --------- | ------ |
| Gary Kelly                    | 4      | 4    | 0      | 0     | 84        | 51        | +33       | 12     |
| Ryan Bester                   | 4      | 3    | 0      | 1     | 76        | 50        | +26       | 9      |
| Daniel Salmon                 | 4      | 2    | 0      | 2     | 64        | 62        | +2        | 6      |
| Ryan Dixon                    | 4      | 1    | 0      | 3     | 52        | 76        | −24       | 3      |
| Tukala Matua Leomotu Tagelagi | 4      | 0    | 0      | 4     | 47        | 84        | −37       | 0      |

| Athlet 1                  | Ergebnis                  | Athlet 2                      |
| 2. August 2022, 11:45 Uhr | 2. August 2022, 11:45 Uhr | 2. August 2022, 11:45 Uhr     |
| ------------------------- | ------------------------- | ----------------------------- |
| Ryan Bester               | 21:11                     | Tukala Matua Leomotu Tagelagi |
| Gary Kelly                | 21:12                     | Ryan Dixon                    |
| 3. August 2022, 8:30 Uhr  |                           |                               |
| Gary Kelly                | 21:12                     | Daniel Salmon                 |
| Ryan Dixon                | 21:13                     | Tukala Matua Leomotu Tagelagi |
| 3. August 2022, 11:30 Uhr |                           |                               |
| Ryan Bester               | 21:80                     | Ryan Dixon                    |
| Daniel Salmon             | 21:90                     | Tukala Matua Leomotu Tagelagi |
| 4. August 2022, 8:30 Uhr  |                           |                               |
| Ryan Bester               | 21:10                     | Daniel Salmon                 |
| Gary Kelly                | 21:14                     | Tukala Matua Leomotu Tagelagi |
| 4. August 2022, 11:30 Uhr |                           |                               |
| Ryan Bester               | 13:21                     | Gary Kelly                    |
| Daniel Salmon             | 21:11                     | Ryan Dixon                    |

### Gruppe C
| Athleten              | Spiele | gew. | unent. | verl. | Pkt. gew. | Pkt verl. | Pkt diff. | Punkte |
| --------------------- | ------ | ---- | ------ | ----- | --------- | --------- | --------- | ------ |
| Fairul Izwan Abd Muin | 4      | 3    | 0      | 1     | 75        | 47        | +28       | 9      |
| Jamie Walker          | 4      | 3    | 0      | 1     | 71        | 52        | +19       | 9      |
| Carel Aron Olivier    | 4      | 3    | 0      | 1     | 75        | 57        | +18       | 9      |
| Semesa Naiseruvati    | 4      | 1    | 0      | 3     | 61        | 67        | −9        | 3      |
| Robert Simpson        | 4      | 0    | 0      | 4     | 25        | 84        | −59       | 0      |

| Athlet 1                  | Ergebnis                  | Athlet 2                  |
| 2. August 2022, 11:45 Uhr | 2. August 2022, 11:45 Uhr | 2. August 2022, 11:45 Uhr |
| ------------------------- | ------------------------- | ------------------------- |
| Jamie Walker              | 21:12                     | Carel Aron Olivier        |
| Fairul Izwan Abd Muin     | 21:40                     | Robert Simpson            |
| 3. August 2022, 8:30 Uhr  |                           |                           |
| Fairul Izwan Abd Muin     | 21:14                     | Semesa Naiseruvati        |
| Robert Simpson            | 09:21                     | Carel Aron Olivier        |
| 3. August 2022, 11:30 Uhr |                           |                           |
| Jamie Walker              | 21:80                     | Robert Simpson            |
| Semesa Naiseruvati        | 15:21                     | Carel Aron Olivier        |
| 4. August 2022, 8:30 Uhr  |                           |                           |
| Jamie Walker              | 21:11                     | Semesa Naiseruvati        |
| Fairul Izwan Abd Muin     | 12:21                     | Carel Aron Olivier        |
| 4. August 2022, 11:30 Uhr |                           |                           |
| Jamie Walker              | 08:21                     | Fairul Izwan Abd Muin     |
| Semesa Naiseruvati        | 21:40                     | Robert Simpson            |

### Gruppe D
| Athleten         | Spiele | gew. | unent. | verl. | Pkt. gew. | Pkt verl. | Pkt diff. | Punkte |
| ---------------- | ------ | ---- | ------ | ----- | --------- | --------- | --------- | ------ |
| Iain McLean      | 4      | 3    | 0      | 1     | 82        | 43        | +39       | 9      |
| Ross Davis       | 4      | 3    | 0      | 1     | 76        | 60        | +16       | 9      |
| Shannon McIlroy  | 4      | 2    | 0      | 2     | 65        | 55        | +10       | 6      |
| Mridul Borgohain | 4      | 2    | 0      | 2     | 63        | 66        | −3        | 6      |
| Chris Locke      | 4      | 0    | 0      | 4     | 22        | 84        | −62       | 0      |

| Athlet 1                  | Ergebnis                  | Athlet 2                  |
| 2. August 2022, 11:45 Uhr | 2. August 2022, 11:45 Uhr | 2. August 2022, 11:45 Uhr |
| ------------------------- | ------------------------- | ------------------------- |
| Iain McLean               | 21:50                     | Chris Locke               |
| Shannon McIlroy           | 21:80                     | Mridul Borgohain          |
| 3. August 2022, 8:30 Uhr  |                           |                           |
| Shannon McIlroy           | 19:21                     | Ross Davis                |
| Mridul Borgohain          | 21:50                     | Chris Locke               |
| 3. August 2022, 11:30 Uhr |                           |                           |
| Iain McLean               | 19:21                     | Mridul Borgohain          |
| Ross Davis                | 21:70                     | Chris Locke               |
| 4. August 2022, 8:30 Uhr  |                           |                           |
| Iain McLean               | 21:13                     | Ross Davis                |
| Shannon McIlroy           | 21:50                     | Chris Locke               |
| 4. August 2022, 11:30 Uhr |                           |                           |
| Iain McLean               | 21:40                     | Shannon McIlroy           |
| Ross Davis                | 21:13                     | Mridul Borgohain          |

### Viertelfinale
| Athlet 1                 | Ergebnis                 | Athlet 2                 |
| 5. August 2022, 8:30 Uhr | 5. August 2022, 8:30 Uhr | 5. August 2022, 8:30 Uhr |
| ------------------------ | ------------------------ | ------------------------ |
| Aaron Wilson             | 21:16                    | Jamie Walker             |
| Gary Kelly               | 21:12                    | Jason Evans              |
| Fairul Izwan Abd Muin    | 21:12                    | Ross Davis               |
| Iain McLean              | 21:40                    | Ryan Bester              |

### Halbfinale
| Athlet 1                  | Ergebnis                  | Athlet 2                  |
| 6. August 2022, 12:00 Uhr | 6. August 2022, 12:00 Uhr | 6. August 2022, 12:00 Uhr |
| ------------------------- | ------------------------- | ------------------------- |
| Aaron Wilson              | 21:90                     | Iain McLean               |
| Gary Kelly                | 21:15                     | Fairul Izwan Abd Muin     |

### Spiel um Bronze
| Athlet 1                  | Ergebnis                  | Athlet 2                  |
| 6. August 2022, 16:30 Uhr | 6. August 2022, 16:30 Uhr | 6. August 2022, 16:30 Uhr |
| ------------------------- | ------------------------- | ------------------------- |
| Iain McLean               | 21:15                     | Fairul Izwan Abd Muin     |

### Finale
| Athlet 1                  | Ergebnis                  | Athlet 2                  |
| 6. August 2022, 16:30 Uhr | 6. August 2022, 16:30 Uhr | 6. August 2022, 16:30 Uhr |
| ------------------------- | ------------------------- | ------------------------- |
| Aaron Wilson              | 21:30                     | Gary Kelly                |